# Le Royaume (bande dessinée)
Pour les articles homonymes, voir Le Royaume.
Le Royaume est une série bande dessinée franco-belge publiée aux éditions Dupuis et créée par Benoît Feroumont. Elle est pré-publiée dans le Journal de Spirou, soit en grande histoire découpée en 6 parties de 8 pages chacune, soit en plus petites aventures de quelques pages (quatre le plus souvent). L'album Le Royaume de Blanche-Fleur publié en 2019 est une grande histoire de 108 pages qui clôt l'histoire de la série.

## Synopsis
Dans le tranquille et accueillant royaume des Six-Ponts vit le roi Serge, un homme bon, et un peu bonne poire. Il vit dans son château avec sa femme, la reine, qui elle, est très autoritaire et peu aimable, ses fils Alain et Adrien, deux idiots qui jouent toujours au bilboquet, sa fille Cécile qui s'amuse à embêter ses frères, et ses serviteurs et servantes. Anne, l'ancienne servante du roi, très belle, vivait également au château, mais s'est fait mettre à la porte par la reine. En effet, Anne ayant peur des hiboux, elle dormait dans le même lit que le roi. Elle se voit donc dans l'obligation de gagner sa vie, de se trouver un toit, et c'est donc pour cela qu'elle ouvre une taverne. François, le forgeron, tombe immédiatement amoureux d'elle, et lui propose de l'épouser très fréquemment. Malheureusement pour ce grand romantique, Anne, qui a un caractère bien trempé, refuse à chaque fois. 
Des oiseaux se sont également incrustés dans la taverne. Ceux-ci parlent, se moquent des clients, mais aident Anne lorsqu'elle en a besoin.

## Personnages

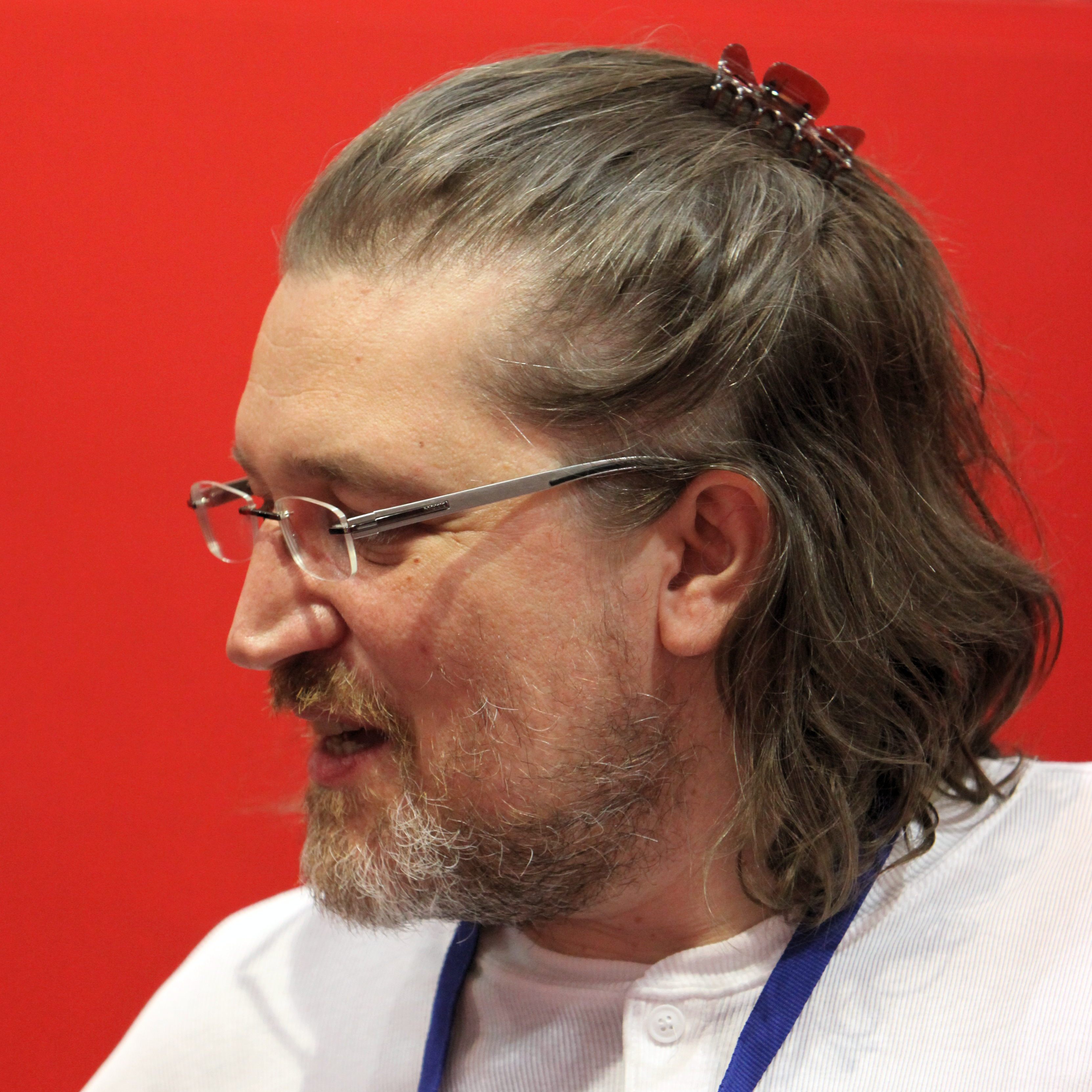
L'auteur de la série, Benoît Feroumont, au salon du livre de Genève 2011.

- Anne : ancienne servante du roi, qui ne se laisse pas marcher sur les pieds. Elle a un fort caractère et n'en peut plus des demandes en mariage de François et essaie tant bien que mal de discipliner les oiseaux.
- François : le forgeron musclé du village, éperdument amoureux d'Anne. Il est très romantique, et lui propose de l'épouser presque tous les jours, en lui offrant un bouquet de fleurs en métal.
- Candice : la fille de maître Marcel, le patron de François, dont elle est amoureuse. Elle déteste Anne, qui le lui rend bien.
- Le roi Serge : homme bon et un peu poire, il adore jouer aux dames avec Thibault, son conseiller, et ne résiste pas aux crises de nerfs de sa femme. Il craint par-dessus tout qu'une guerre éclate au Royaume.
- La reine, acariâtre, autoritaire, insupportable. Tous les synonymes sont bons pour la décrire tant elle est imbuvable. Éternelle jalouse de la belle Anne depuis que celle-ci est soupçonnée d'avoir une liaison avec le roi...
- Alain et Adrien, pas très malins mais néanmoins très drôles, les deux fils du roi n'en ratent pas une pour faire le mur et aller boire un coup dans la taverne d'Anne.
- Cécile, meilleure amie d'Anne et fille du roi, très sympathique.
- Les oiseaux : squattent la taverne d'Anne, et font régulièrement fuir les clients mais craignent le Chat.
- Thibault : sympathique conseiller du roi, il est souvent traité de nabot en raison de sa petite taille et il aimerait beaucoup obtenir l'amitié des oiseaux.
- Berthe : vieille femme à l'allure de sorcière, elle est engagée comme servante par la reine après le départ d'Anne. Elle n'a pas peur des hiboux et sert un plat unique et dégoutant, le boulatch, une sorte de bouillasse verte et immonde.
- Maître Marcel : richissime père de Candice et pingre patron de François, il ne manque jamais une occasion de ne pas le payer.

## Albums
- 1 Anne, Dupuis, 2009
Scénario et dessin : Benoît Feroumont - Couleurs : Christelle Coopman -  (ISBN 978-2-8001-4468-9)
- 2 Les Deux Princesses, Dupuis, 2010
Scénario et dessin : Benoît Feroumont - Couleurs : Christelle Coopman -  (ISBN 978-2-8001-4716-1)
- 3 Le Prétendant, Dupuis, 2011
Scénario et dessin : Benoît Feroumont - Couleurs : Christelle Coopman -  (ISBN 978-2-8001-5029-1)
- 4 Voulez-vous m'épouser ?, Dupuis, 2012
Scénario et dessin : Benoît Feroumont - Couleurs : Christelle Coopman -  (ISBN 978-2-8001-5215-8)
- 5 Les Armes de maître Marcel, Dupuis, 2013
Scénario et dessin : Benoît Feroumont - Couleurs : Christelle Coopman -  (ISBN 978-2-8001-5297-4)
- 6 Saperlipopette, Dupuis, 2014
Scénario et dessin : Benoît Feroumont - Couleurs : Christelle Coopman -  (ISBN 978-2-8001-5338-4)
- 7 La meilleure pâtissière, Dupuis, 2023
Scénario et dessin : Benoît Feroumont - Couleurs : Sarah Marchand -  (ISBN 978-2-8085-0076-0)
- 8 La Reine du balai, Dupuis, 2024
Scénario et dessin : Benoît Feroumont - Couleurs : Sarah Marchand -  (ISBN 978-2-8085-0077-7)
- Hors-série Le Royaume de Blanche-Fleur, Dupuis, 2019
Scénario et dessin : Benoît Feroumont - Couleurs : Sarah Marchand -  (ISBN 979-1-03-473743-7)

## Récompense
- 2020 : Prix Rossel de la bande dessinée[1]